# Terme (stad)

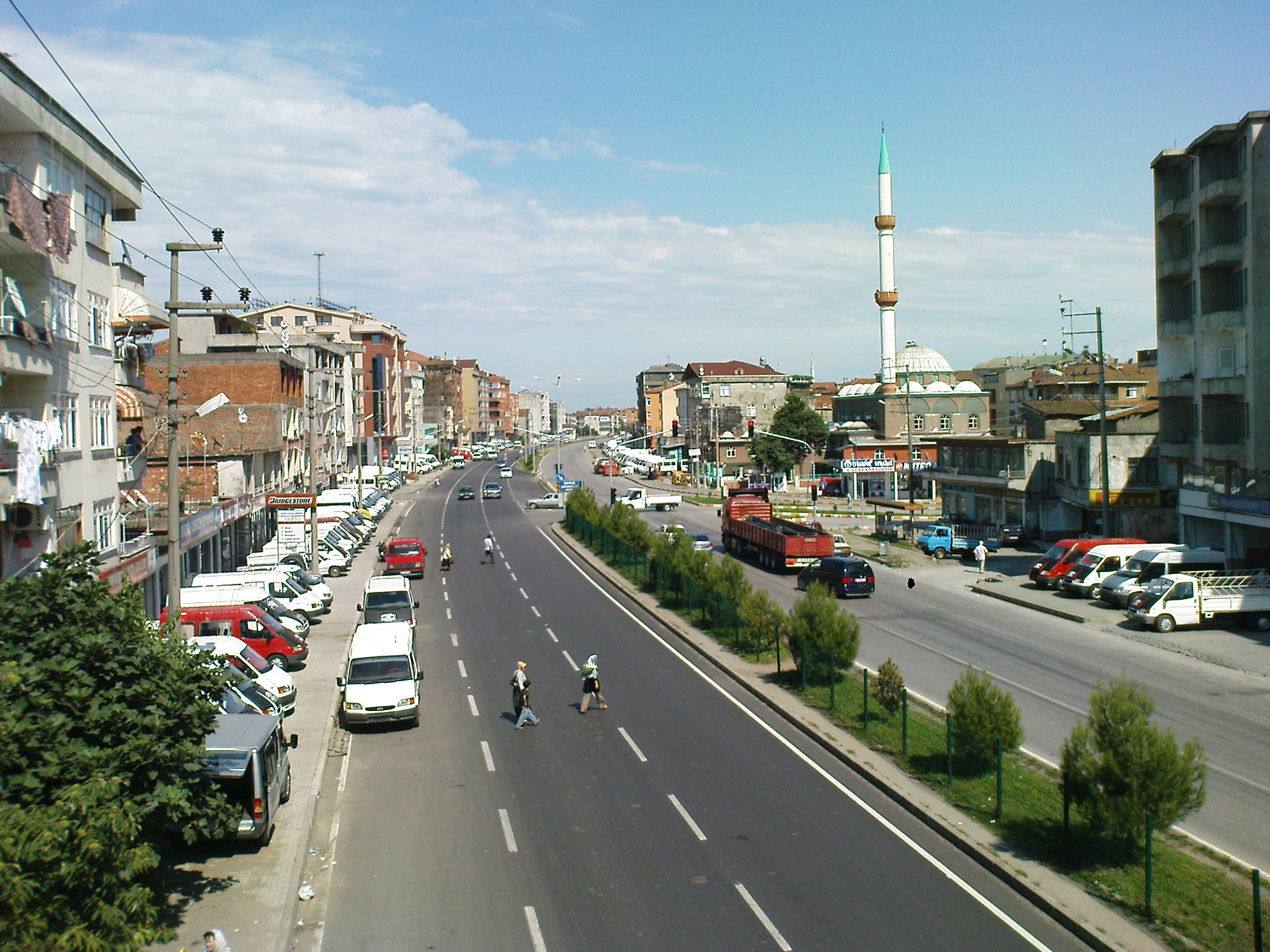
A view of Terme

Terme (Grieks: Thèrmae, Θέρμαι) is een kleine stad in de provincie Samsun met een zeer lange geschiedenis. Volgens Diodoros van Sicilië werd de stad gesticht in de 12e eeuw voor Christus door de Amazonen, onder de naam Themiscyra. De Amazonen waren volgens de Griekse historici uit de oudheid een vrouwelijk krijgersvolk dat in dit gebied langs de rivier de Terme (in de oudheid Thermodon) leefde. Deze rivier stroomt ook vandaag de dag nog door de stad. Tegenwoordig is het een rustig stadje, dicht bij de kust en langs de snelweg van Samsun naar Ünye. De stad en haar achterland zijn voor de inkomsten voornamelijk afhankelijk van landbouwproducten zoals hazelnoten en tabak.
Vroege beschrijvingen van de stad zijn onder andere gegeven door Scylax van Caryanda en Pausanias. In de Derde Mithridatische Oorlog viel de stad in Romeinse handen. Volgens Appianus vochten de inwoners van de stad moedig tegen het leger van Lucius Licinius Lucullus, onder andere door hun bijen en beren op hen af te sturen. De stad viel in de 12e eeuw onder Seltsjoeks bestuur, maar het grootste deel van de inwoners bleef Griekstalig. Wel ging een deel van de bevolking over op de islam, en kwamen er veel Cepni-Turken in het gebied wonen. Na de Turkse onafhankelijkheidsoorlog werden de christelijke bewoners van het district (zo'n 20% van de bevolking) met Griekenland uitgewisseld tegen moslims.

## Bezienswaardigheden
Het centrum van Terme kent geen bezienswaardigheden, maar de directe omgeving wel:
- Aan de kust bij Terme ligt een klein archeologisch themapark waar een dorp is nagebouwd uit de tijd dat de Amazones in de regio geleefd zouden hebben. Tevens is er eind juli jaarlijks festival rond het thema.
- De Simenit- en Akgöl-meren, een natuurgebied met wetlands waar vele vogelsoorten bekeken kunnen worden.
- Restanten van antieke badhuizen en aquaducten bij het dorpje Sarayköy.
- De 19e-eeuwse Zondagmoskee.